# Septica (album)
Septica je debitantski album vinkovačkog heavy metal sastava Septica. Album je objavljen u svibnju 2006. godine, a objavila ga je diskografska kuća Aquarius Records. Žanr albuma ne može se direktno definirati, sve pjesme mješavina su hardcorea, heavy metala i parodije.

## Popis pjesama
Tekstovi: Govnar Smrti. 
| 1.    | »Ustavši se na krivu nogu«  | 0:49 |
| 2.    | »Gangsterski paradajz«      | 3:48 |
| 3.    | »Nećemo promjene«           | 3:28 |
| 4.    | »Livada«                    | 4:13 |
| 5.    | »Sočne ženske«              | 3:54 |
| 6.    | »Odrezali su mi krivu nogu« | 4:33 |
| 7.    | »Muzika-sport-muzika«       | 0:51 |
| 8.    | »Ništa kontra Tita«         | 4:25 |
| 9.    | »Gojira fuj! Kaka!«         | 0:33 |
| 10.   | »Govno mrtve babe«          | 3:34 |
| 11.   | »Neću vratit oružje u MUP«  | 0:28 |
| 12.   | »Nisam vratio oružje u MUP« | 2:57 |
| 13.   | »Odo u pedere«              | 4:28 |
| 14.   | »Gojira No! No!«            | 0:27 |
| 15.   | »Gojira«                    | 4:49 |
| 16.   | »Uvlačim se šefu u guzicu«  | 3:57 |
| 17.   | »Gaće«                      | 3:18 |
| 18.   | »Momak«                     | 3:55 |
| 54:33 |                             |      |

## Zasluge
Septica
- Dutch Dortmund-Jodl — bas-gitara
- Grande El Loco — bubnjevi, činele
- Juka Kunilunginen-Kleme — gitara
- Bumušku Kušlu — vokali
- Govnar Smrti — vokali, produkcija, omot albuma

Dodatni glazbenici
- Nino Šarić — bubnjevi (na 15. pjesmi)

Ostalo osoblje
- Vinko Vidović — snimanje vokala
- Daniel Šiprak — snimanje bas-gitare (na 17. pjesmi), snimanje gitare i bubnjeva
- Davor Kršćanski — snimanje bas-gitare
- Daniel Biffel — miksanje
- Miro Vidović — miksanje (17. pjesme), mastering, izvršna produkcija